# Elke Sommer
Pour les articles homonymes, voir Sommer.
Elke Sommer est une actrice, chanteuse et peintre allemande née le 5 novembre 1940 à Berlin.

## Biographie

### Jeunesse
Elke Schletz naît à Berlin en pleine Seconde Guerre mondiale de Peter Schletz, un pasteur luthérien d'origine noble, et Renata Topp. La famille est évacuée en 1942 à Niederndorf, où elle entame ses études. Son père meurt lorsqu'elle a 14 ans. Ayant abandonné le lycée avant d'être diplômée, elle s'installe en 1957 à Londres comme jeune fille au pair, tout en reprenant des études d'interprète.

### Carrière
Lors d'un séjour en Italie avec sa mère en 1958, elle est élue Miss de la ville de Viareggio. Les photos publiées dans la presse attirent l'attention d'un producteur italien qui la fait venir à Rome. Elle tourne son premier film quelques semaines plus tard : L'amico del giaguaro. Elle est aussitôt remarquée par Vittorio De Sica qui la fait engager à ses côtés dans Uomini e nobiluomini. En 1959, elle signe un contrat de trois ans avec le producteur berlinois Artur Brauner et tourne son premier film allemand Les Mutins du Yorik aux côtés de Horst Buchholz, suivi de Le gang descend sur la ville dont le succès lui ouvrent des perspectives internationales.
En 1962, elle obtient son premier grand rôle dans Das Mädchen und der Staatsanwalt. Nommé aux Golden Globes, le film lui sert de tremplin pour Hollywood où elle fait ses débuts en 1964 aux côtés de Paul Newman dans Pas de lauriers pour les tueurs de Mark Robson.
Installée désormais en Californie, elle devient rapidement un sex-symbol et l'une des pin-up les plus populaires de cette époque en posant en septembre 1970 pour le célèbre magazine Playboy. Toujours en 1970, elle fait ses débuts sur scène dans la version anglophone de la comédie musicale Irma la Douce.
Parallèlement à sa carrière d'actrice, elle s'est fait depuis 1968 un nom en tant que peintre sous le pseudonyme de « E. Schwartz » et a présenté ses œuvres dans des expositions à travers le monde.

### Vie privée
Elke Sommer a épousé le journaliste et écrivain Joe Hyams (en) en 1964 ; le couple, sans enfants (l'actrice ayant subi plusieurs fausses couches), divorce en 1991. Elle est mariée depuis 1993 avec l'hôtelier Wolf Walther, alors directeur de l'Essex House à New York.

## Filmographie

### Cinéma

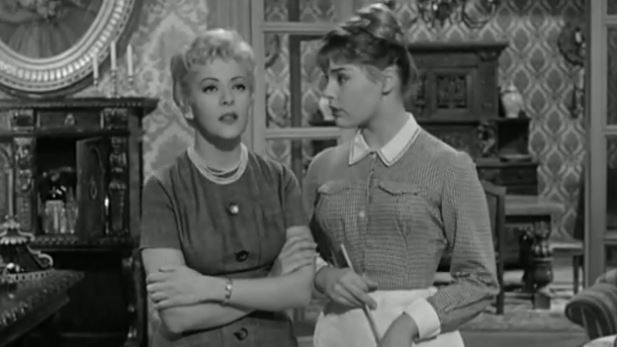
Silvia Pinal et Elke Sommer dans Uomini e nobiluomini en 1959.

- 1959 : L'amico del giaguaro (it)  de Giuseppe Bennati : Grete
- 1959 : Uomini e nobiluomini de Giorgio Bianchi : Caterina
- 1959 : La Pica sul Pacifico de Roberto Bianchi Montero : Rossana
- 1959 : Ragazzi del Juke-Box de Lucio Fulci : Giulia Cesari
- 1959 : Les Mutins du Yorik (Das Totenschiff) de Georg Tressler : Mylene
- 1959 : Le gang descend sur la ville (de) (Am Tag, als der Regen kam) de Gerd Oswald : Ellen
- 1960 : Himmel, Amor und Zwirn d'Ulrich Erfurth : Eva
- 1960 : Sapho, Vénus de Lesbos (Saffo, venere di Lesbo) de Pietro Francisci
- 1960 : Femmes de luxe (Femmine di lusso) de Giorgio Bianchi : Greta
- 1960 : Le Trac (Lampenfieber) de Kurt Hoffmann : Evelyne
- 1960 : Urlatori alla sbarra de Lucio Fulci : Giulia Giommarelli
- 1961 : Quand les parents dorment (de) (Und sowas nennt sich Leben) de Géza von Radványi : Britta
- 1961 : Troublez-moi ce soir (Don't Bother to Knock) de Cyril Frankel : Ingrid
- 1961 : De quoi tu te mêles, Daniela ! (Zarte Haut in schwarzer Seide) de Max Pécas : Daniela
- 1961 : L'Aventurière bien-aimée (de) d'Ákos Ráthonyi : Barbara Shadwell
- 1961 : Auf Wiedersehen de Harald Philipp : Suzy Dalton
- 1962 : Le téléphone sonne la nuit (Nachts ging das Telefon) de Géza von Cziffra : Mabel Meyer
- 1962 : Café Oriental de Rudolf Schündler : Sylvia
- 1962 : Douce Violence de Max Pécas : Elke
- 1962 : Das Mädchen und der Staatsanwalt de Jürgen Goslar : Renate Hecker
- 1962 : Un chien dans un jeu de quilles de Fabien Collin : Ariane
- 1962 : La Tigresse (Bahía de Palma) de Juan Bosch : Olga
- 1963 : Les Bricoleurs de Jean Girault : Brigitte
- 1963 : Verführung am Meer (de) de Jovan Živanović : Eva
- 1963 : Les Vainqueurs (The Victors) de Carl Foreman : Helga Metzger
- 1963 : … denn die Musik und die Liebe in Tirol de Werner Jacobs
- 1963 : Pas de lauriers pour les tueurs (The Prize) de Mark Robson : Inger Lisa Andersson
- 1964 : Quand l'inspecteur s'emmêle (A Shot in the Dark) de Blake Edwards : Maria Gambrelli
- 1964 : Parmi les vautours (Unter Geiern (Old Shatterhand)), d'Alfred Vohrer : Annie
- 1965 : Hotel der toten Gäste (de) d'Eberhard Itzenplitz : elle-même
- 1965 : Les Poupées, segment  de Mauro Bolognini : Ulla
- 1965 : Gare à la peinture (The Art of Love) de Norman Jewison : Nikki Dunnay
- 1965 : Piège au grisbi (The Money trap) de Burt Kennedy : Lisa Baron
- 1965 : Tausend Takte Übermut d'Ernst Hofbauer : elle-même
- 1966 : La Statue en or massif (The Oscar) de Russell Rouse : Kay Bergdahl
- 1966 : Quel numéro ce faux numéro ! (Boy, Did I Get a Wrong Number!) de George Marshall : Didi
- 1967 : Minuit sur le grand canal (The Venetian Affair) de Jerry Thorpe : Sandra
- 1967 : Les Corrompus (Die Hölle von Macao) de James Hill et Frank Winterstein : Lilly Mancini
- 1967 : Plus féroces que les mâles (Deadlier Than the Male) de Ralph Thomas : Irma Eckman
- 1968 : Les Rêves érotiques de Paula Schultz (The Wicked Dreams of Paula Schultz) de George Marshall : Paula Schultz
- 1968 : Les Hommes de Las Vegas (Las Vegas, 500 millones), d'Antonio Isasi-Isasmendi : Ann Bennett
- 1968 : Matt Helm règle son comte (The Wrecking Crew) de Phil Karlson : Linka Karensky
- 1970 : Les Héros de Yucca (The Invincible Six) de Jean Negulesco : Zari
- 1971 : Mon petit oiseau s'appelle Percy, il va très bien merci (Percy) de Ralph Thomas : Helga
- 1971 : Zeppelin d'Étienne Périer : Erika Altschul
- 1972 : Baron vampire (Gli Orrori del castello di Norimberga) de Mario Bava : Eva Arnold
- 1973 : Die Reise nach Wien d'Edgar Reitz : Toni Simon
- 1973 : Lisa et le Diable (Lisa e il diavolo) de Mario Bava : Lisa Reiner / Elena
- 1974 : Einer von uns beiden de Wolfgang Petersen : Miezi
- 1974 : Percy's Progress (en) de Ralph Thomas : Clarissa
- 1974 : Dix petits nègres (Ein Unbekannter rechnet ab) de Peter Collinson : Vera Clyde
- 1975 : Carry on Behind de Gerald Thomas : Anna Vooshka
- 1975 : Das Netz de Manfred Purzer : Christa Sonntag
- 1976 : One Away de Sidney Hayers : Elsa
- 1976 : The Swiss Conspiracy de Jack Arnold : Rita Jensen
- 1976 : Pronto ad uccidere de Francesco Prosperi : la secrétaire de Perrone
- 1978 : I Miss You, Hugs and Kisses de Murray Markowitz : Magdalene Kruschen
- 1978 : L'Étrangleur invisible (Invisible Strangler) de John Florea : Chris Hartman
- 1979 : The Treasure Seekers de Henry Levin : Ursula
- 1979 : Le Casse de Berkeley Square (A Nightingale Sang in Berkeley Square) de Ralph Thomas : Miss Pelham
- 1979 : Le Prisonnier de Zenda (The Prisoner of Zenda) de Richard Quine : la comtesse
- 1979 : The Double McGuffin de Joe Camp : Mme Kura
- 1980 : Exit Sunset Boulevard de Bastian Clevé
- 1981 : Der Mann im Pyjama de Christian Rateuke et Hartmann Schmige : Frau Lachmann
- 1984 : Niemand weint für immer de Jans Rautenbach : Lou Parker
- 1984 : Lily in Love de Károly Makk : Alicia Braun
- 1987 : Der Stein des Todes de Franz Josef Gottlieb : Kris Patterson
- 1989 : Himmelsheim de Manfred Stelzer : Helga Münzel
- 1992 : Hors contrôle (Severed Ties) de Damon Santostefano : Helena Harrison
- 1996 : Alles nur Tarnung de Peter Zingler : Jutta
- 1999 : Doppeltes Spiel mit Anne de Donald Kraemer : Frau Lorenz
- 2000 : Flashback – Mörderische Ferien de Michael Karen : Frau Lust
- 2010 : Das Leben ist zu lang de Dani Levy : la mère d'Alfi

### Télévision
- 1959 : Hallmark Hall of Fame: A Christmas Festival, épisode The Borrowed Christmas : la princesse
- 1962 : Le Chien de François Chalais : Elle
- 1972 : Probe (en) de Russ Mayberry : Heideline Ullman
- 1976 : L'Homme qui valait trois milliards (The Six Million Dollar Man), épisode H+2+O = Mort (H+2+O = Death) : Dr Ilse Martin
- 1977 : Nicht von gestern de Ludwig Cremer : Billie Dawn
- 1977 : Forever Fernwood : elle-même
- 1979 : The Fantastic Seven de John Peyser : Rebecca Wayne
- 1979 : Le Muppet Show : elle-même
- 1980 : Top of the Hill de Walter Grauman : Eva Heggener
- 1981 : L'Île fantastique (Fantasy Island), épisode Night in the Harem/Druids de Gene Levitt : Etain
- 1981 : La croisière s'amuse (The Love Boat), épisode Too Clothes for Comfort de Aaron Spelling : Benita James
- 1982 : Inside the Third Reich de Marvin J. Chomsky : Magda Goebbels
- 1982 : Die Krimistunde (4 épisodes)
- 1984 : La croisière s'amuse (The Love Boat), épisode Dutch Treat de Aaron Spelling : Inga Van Damme
- 1985 : La Guerre de Jenny (Jenny's War) de Steve Gethers : Eva Gruenberg
- 1986 : Pierre le Grand (Peter the Great) de Marvin J. Chomsky et Lawrence Schiller : Charlotte
- 1986 : St. Elsewhere, épisode Brand New Bag de Joshua Brand et John Falsey : Natasha
- 1986 : Anastasia : Le Mystère d'Anna (Anastasia: The Mystery of Anna) de Marvin J. Chomsky : Isabel Von Hohenstauffen
- 1987 : Adventures Beyond Belief de Marcus Tompson : Bruno von Kleff
- 1992 : Force de frappe (Counterstrike), épisode No Honour Among Thieves de Jean-Pierre Prévost : Anita Duvalier
- 1993 : Happy Holiday, épisode Der Star de Heidi Kranz et Erich Neureuther :  Isabella Scattini
- 1993 : Destiny Ridge d'Alan Goluboff et Otta Hanus : Anna
- 1994 : Florian III de Bernd Fischerauer : Sonja Carpenter
- 1999 : Gisbert[Quoi ?], épisode Gute Reise
- 2000 : Nicht mit uns de Bernd Fischerauer :Andrea Paretti
- 2003 : Für alle Fälle Stefanie, épisode Tanjas Geheimnis : Hedwig Leutner
- 2005 : Reblaus de Klaus Gietinger : Maria Rüppel
- 2005 : Ewig rauschen die Gelder de Rene Heinersdorff : la femme de Korff